# アフォンソ・レイディ
アフォンソ・エドゥアドルド・レイディ, アルフォンソ・エドゥアルド・レイディ （Affonso Eduardo Reidy 1909年-1964年）は、ブラジル人建築家、都市計画家、リオデジャネイロ市の再開発担当者として辣腕を振るう。他方、20世紀からの国際スタイル・近代建築スタイルをブラジルの風土文脈で解釈し作品への表現を試みた 1940年代初頭以降のブラジルにおける近代建築の代表的な建築家でジョアン・バチスタ・ヴィラノーヴァ・アルチーガス （1915年-1985年）らと、1930年から「キャリオカ・スクール」ブラジル近代第1世代の建築家として知られる。ブラジル近代建築への貢献とキャリオカスロープにたいしては、ヨーロッパ人芸術家マックス・ビルによって賛美される。 

## 沿革
1909年パリ生まれ。父はイギリス人、母はブラジル人。リオ・デ・ジャネイロで育つ。1926年、17歳から国立高等芸術学校で勉強し始める。1930年から10年間文部保健省(今日Palacio Gustavo Capanemaとして知られているビル)建築家チームに参加。

## 代表作
- リオ・デ・ジャネイロ近代美術館 (Museum of Modern Art, Rio de Janeiro, 1954-1960) - 火災で焼失、1978年;エンリケ・ミンドリンが再構築する）
- リオ・デ・ジャネイロ郊外のペドレグーリョにある、アフォンソ・レイディ設計の低費用の集合住宅 1947-1955
- 文部科学保健省、リオ・デ・ジャネイロ(Ministry of Education and Health, Rio fi Janeiro)　-　ルシオ・コスタ（Lucio Costa）、オスカー・ニーマイヤー（Oscar Niemeyer）、ホルヘ・モレイラ（Jorge Moreira）、エルナーニ・ヴァスコンセロス（Ernani Vasconcelos）とカルロ・スレアン（Carlos Leao）、ル・コルビュジエ（Le Corbusier）らと
- Defraudマルクス近傍フラメンゴのエンバンクメント・プロジェクト
- リオデジャネイロ・都市計画マスタープラン（市役所都市計画部の指導官として）・キャリオカセンターの市街地開発など、主要プロジェクトを
- リオデジャネイロ・サンアントニオ新都市プロジェクト。1948年